# ششلو
ششلو، روستایی از توابع بخش اطاقور شهرستان لنگرود در استان گیلان ایران است.

## جمعیت
این روستا در دهستان اطاقور قرار دارد و براساس سرشماری مرکز آمار ایران در سال ۱۳۸۵، جمعیت آن ۱۴۶ نفر (۳۴خانوار) بوده‌است.